# عبد الرحيم أبو حسين
عبد الرحيم أبو حسين (1 مارس 1951 - 23 يونيو 2022) هو مؤرخٌ وباحثٌ فلسطيني لبناني، كان أستاذًا في التاريخ العثماني في الجامعة الأميركية في بيروت.

## حياته
وُلد عبد الرحيم عبد الهادي علي أبو حسين في بلدة نوبا بالخليل بتاريخ 1 مارس/آذار 1951 م. تلقى تعليمه في مدارس الأردن، وبعد إنهائه الثانوية العامة عام 1971 م، حصل على منحةٍ من الجامعة الأميركية في بيروت، حيث بدأ دراسته فيها، ليُصبح أستاذًا في التاريخ العثماني في الجامعة نفسها عام 1982 م. عمل أستاذًا زائرًا في عددٍ من الجامعات الأميريكية والعربية، كما منحته الجمعية التاريخية التركية عضوية فخرية عام 2013 م؛ وذلك لإسهاماته في حقل الدراسات العثمانية.
تُشير مقالةٌ في جريدة النهار اللبنانية، أنه أثناء الاجتياح الإسرائيلي لبيروت عام 1982 م «دخل أبو حسين في حالة من الاكتئاب متناسياً "رسالة الدكتوراه" التي كان يعدّها تحت إشراف الصليبي، فما كان من الأخير إلا أن وبّخه توبيخ الأب، ووضعه أمام خيارين، إمّا حمل السّلاح والقتال، أو الانكباب على العمل وإنهاء "رسالة الدكتوراه"، وهي نصيحة أخذ بها عبد الرحيم ليُنهي عمله ويدخل في ملاك التعليم في الجامعة حتى وفاته في 23 حزيران 2022». تذكر مقالةٌ على العربي الجديد أنَّ «يعدّ أبو حسين إلى جانب الراحل المؤرّخ كمال الصليبي (2011) من القلائل الذين انطلقوا بأدواتهم الاستقرائية صوب الاشتباك مع الأفكار القارّة والمدرسية حول الوطنية اللبنانية وتاريخها في النصف الثاني من القرن العشرين، وهي أفكار راجت إمّا بسبب الأنظمة الاستبدادية أو تنامي الجماعات الأهلية التي تشجّع على الاستبداد وتستثمر فيه».
يُذكر أنه كان متزوجًا من رولى بعلبكي، وهي أستاذة الترجمة في الجامعة الأميركية في بيروت. له منها ولدان: كمال وطارق. تُوفي ابنه كمال في 28 أكتوبر/تشرين الأول 2018 م.

## مؤلفاته
كان مهتمًا بالأرشيف العثماني، كما وضع عددًا من المؤلفات، منها:
- «الكنائس العربية في السجل الكنسي العثماني (1869 - 1922)»، صدر عن المعهد الملكي للدراسات الدينية عام 1998 م.
- «لبنان والإمارة الدرزية في العهد العثماني: وثائق دفاتر المهمة (1546 - 1711)»، صدر عن دار النهار عام 2005 م.[8]
- ساهم في كتاب «كمال الصليبي، الإنسان والمؤرخ (1929 - 2011)»، صدر عن المركز العربي للأبحاث ودراسة السياسات عام 2016 م.
- «صناعة الأسطورة: حكاية التمرد الطويل في جبل لبنان»، صدر عن دار الساقي عام 2019 م.[9]

كما نشر أيضًا بحثًا تحت عنوان «Turkish Jerusalem (1516-1917): Ottoman Inscriptions from Jerusalem and Other Palestinian Cities, by Mehmet Tütüncü» نشر في المجلد 37 من مجلة الدراسات الفلسطينية عام 2010.

## وفاته
تُوفي في 23 يونيو/حزيران 2022 م المُوافق 24 ذي القعدة 1443 هـ، عن عمرٍ ناهز 71 عامًا. أشارت بعض المصادر، بأنه تُوفيَّ متأثرًا بمضاعفاتٍ بعد عملية جراحية خضع لها قبل وفاته. نعته عددٌ من الشخصيات والجهات الرسمية، حيث نعاه فؤاد السنيورة قائلًا «خسر لبنان والوطن العربي بوفاة المؤرخ الكبير عبد الرحيم ابو حسين ركنا من اركان الفكر والثقافة والاصالة والتاريخ. لقد كان المؤرخ والأكاديمي والباحث الكبير الصديق عبد الرحيم أبو حسين، وهو الذي درس على يد الركن الآخر للتاريخ والتأريخ الراحل الكبير الدكتور كمال الصليبي من أعمدة التاريخ والتأصيل والبحث عن الحقيقة التاريخية خصوصا وأنه تميز بالبحث في الأرشيف والتاريخ العثماني الذي أهمل من قبل الكثيرين فكان متميزا في مصادره ومعلوماته».
أبنته الجامعة الأمريكية في بيروت في حفل خاص أقيم قاعة بطحيش في مبنى الجامعة يوم 9 ديسمبر 2022م، شارك فيه ابنه طارق أبو حسين ومكرم رباح وعبد الرحمن شمس الدين وباسم فليفل.

## وصلات خارجية
- السيد، رضوان (28 يونيو 2022). "عبد الرحيم أبو حسين: الفلسطيني... وصراع الحياة". أساس ميديا. مؤرشف من الأصل في 2022-07-27. اطلع عليه بتاريخ 2022-07-27.